# Dicraeodon basalis
Dicraeodon basalis är en skalbaggsart som beskrevs av John Obadiah Westwood 1845. Dicraeodon basalis ingår i släktet Dicraeodon och familjen Hybosoridae. Inga underarter finns listade i Catalogue of Life.